# Stenoderini
Tribu
Synonymes
- Calliprasonini McKeown, 1947
- Ptérosténides Lacordaire, 1869
- Stenoderinae Pascoe, 1867
- Syllitae, 1864

Les Stenoderini sont une tribu d'insectes coléoptères de la famille des cérambycidés et de la sous-famille des Cerambycinae.

## Genres
Cacodrotus - Calliprason - Demomisis - Drototelus - Leptachrous - Ophryops - Simocrysa - Stenoderus  - Syllitosimilis - Syllitus - Votum